# Каролинская поганка
Каролинская поганка, или пестроклювая поганка (лат. Podilymbus podiceps) — вид водных птиц из семейства поганковых (Podicipedidae).

## Внешний вид и образ жизни
Каролинская поганка достигает длины и массы от 253 до 568 г, размах крыльев — 45—62 см. В окраске преобладают коричневые и серые тона. Летом на клюве появляется широкая полоса чёрного цвета (отсюда и название). Половой диморфизм не наблюдается.
Летает редко, при опасности предпочитает нырять под воду. Каролинская поганка питается в основном водными беспозвоночными, иногда небольшими бесхвостыми амфибиями.
Самая распространённая из американских поганок — встречается на обоих американских континентах от юга Канады до южной Патагонии. Нет её на Аляске и в северной части Канады, а также в Амазонии и высокогорной части Анд . Обитает преимущественно на пресноводных водоёмах — прудах, болотах, ручьях. На солёных водоёмах встречается редко.

## Галерея

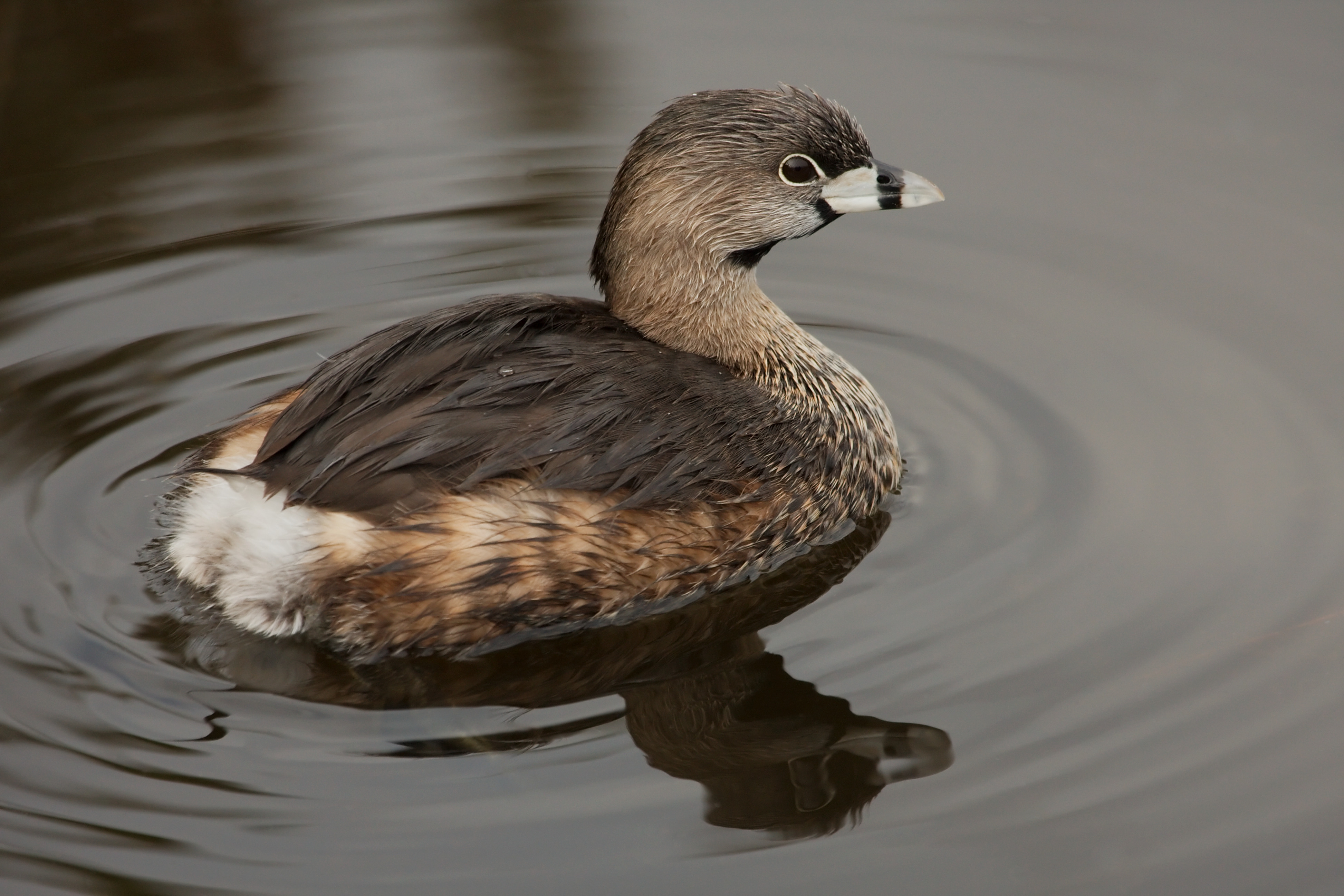
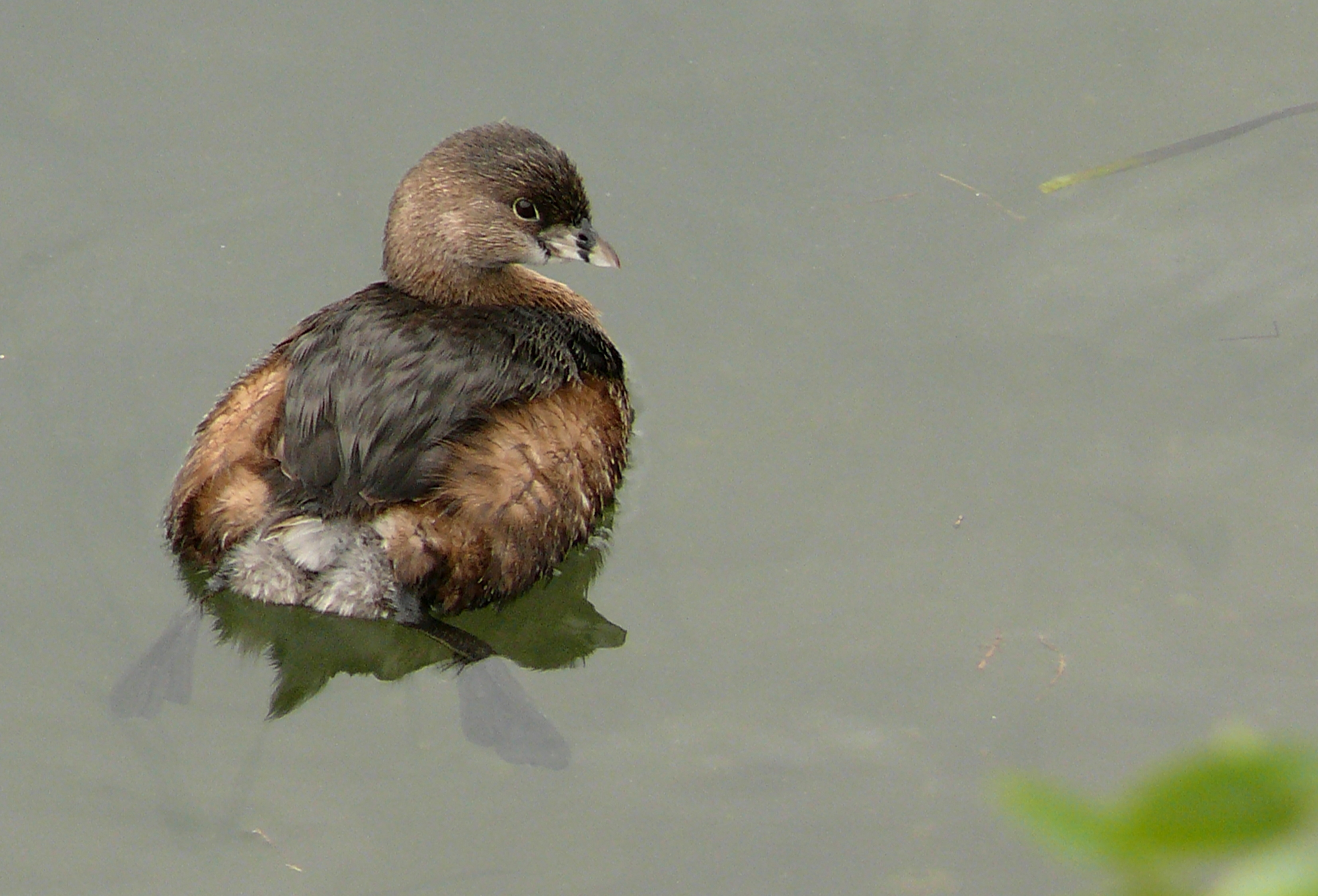
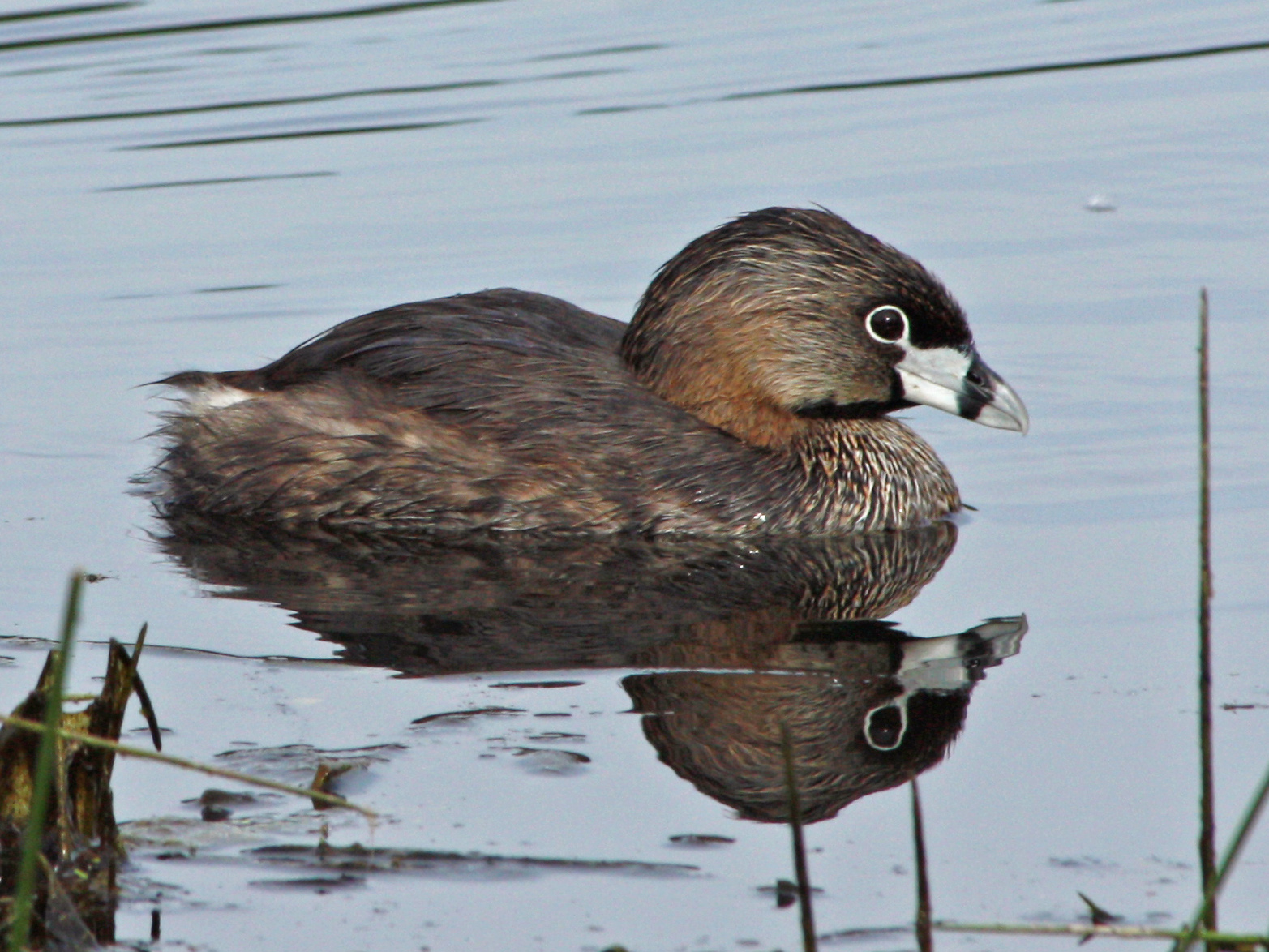
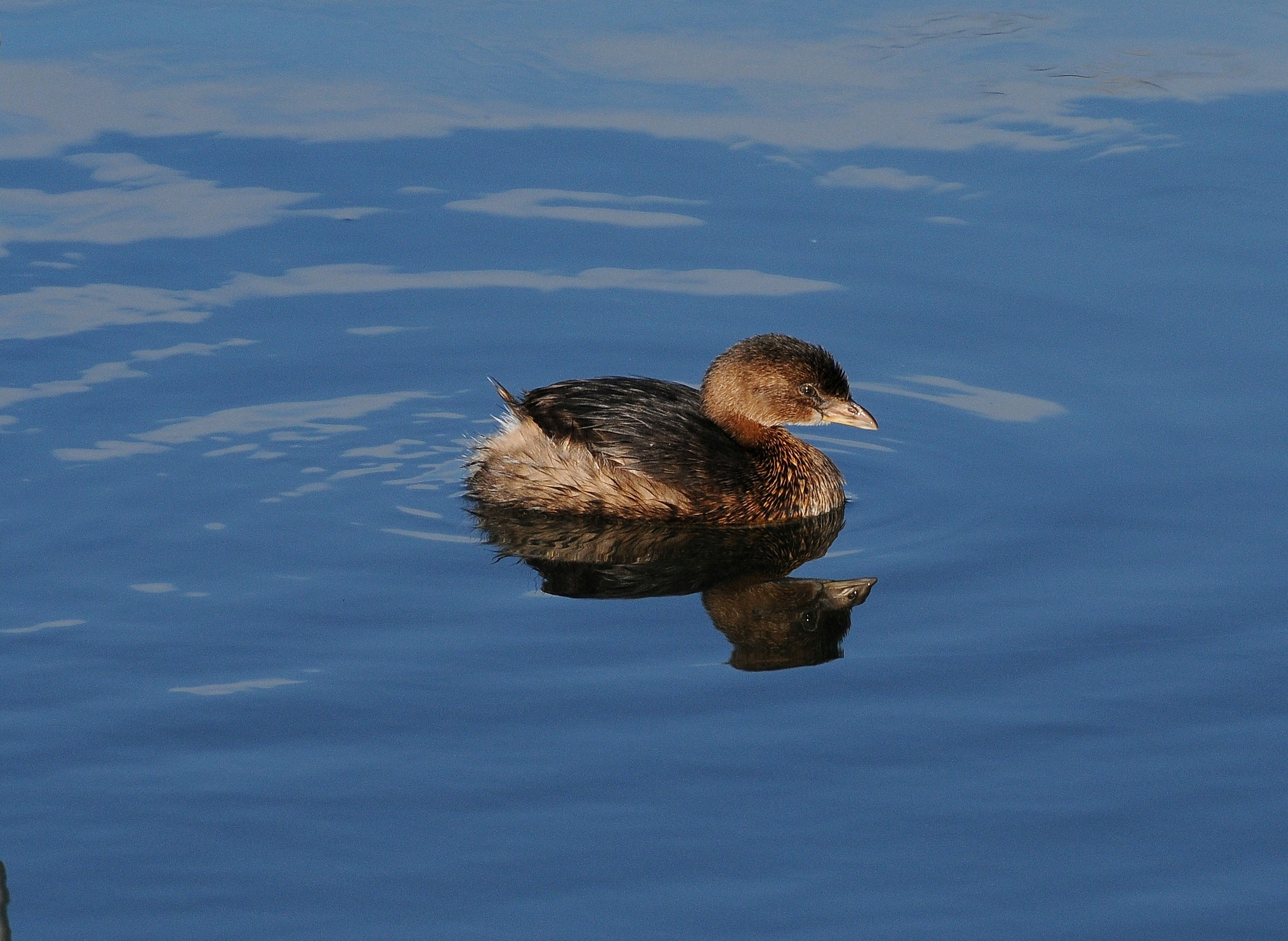

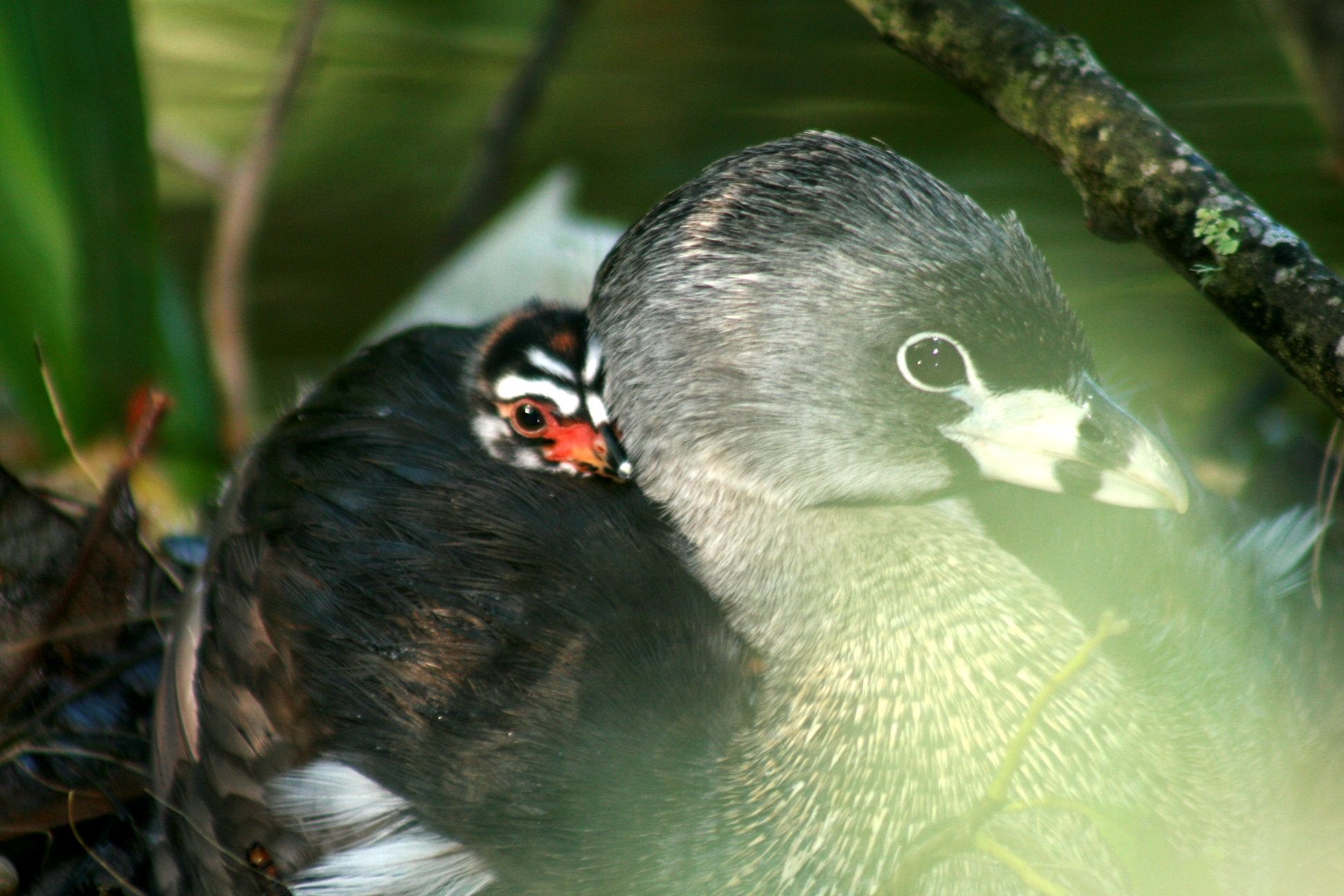
На спине у родителя
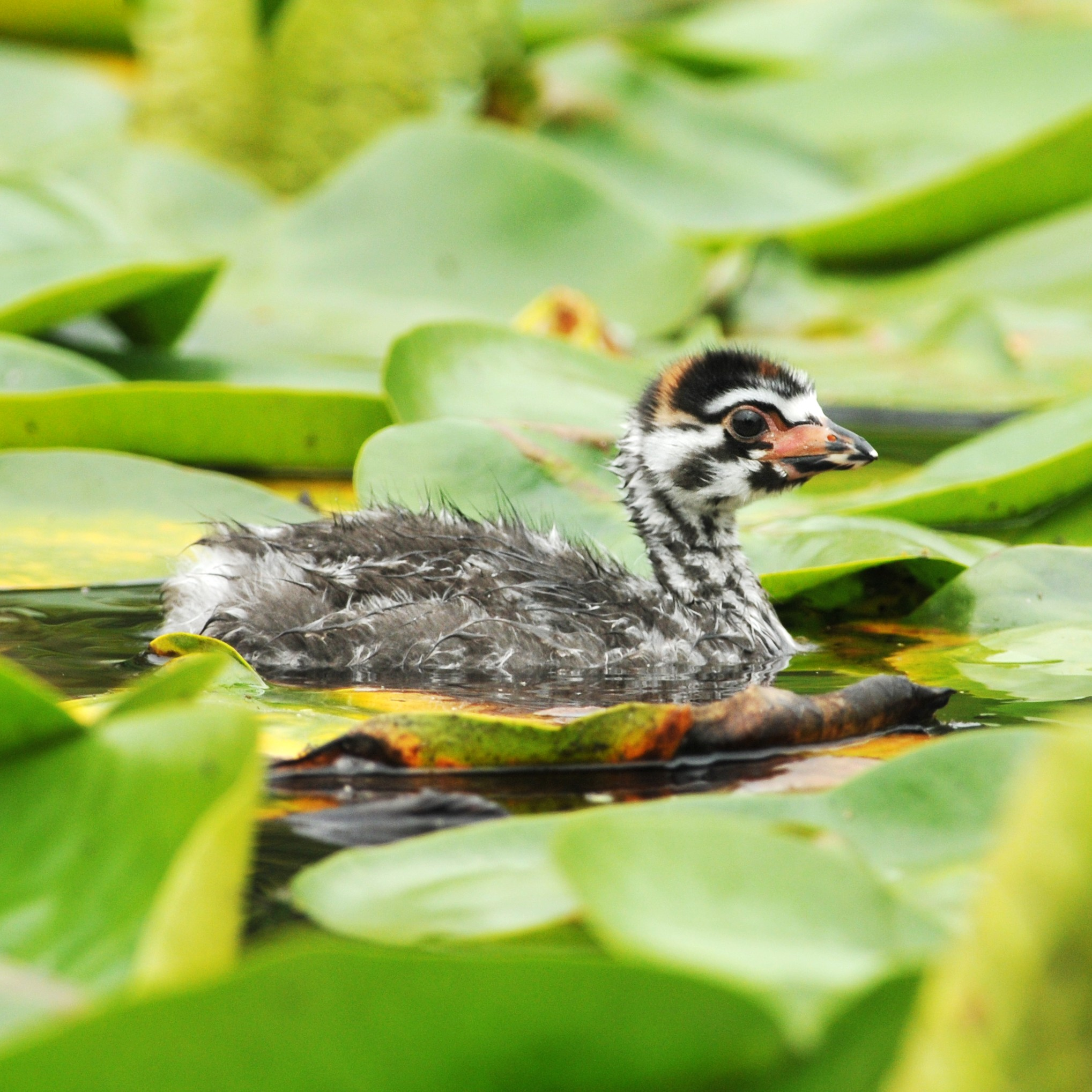
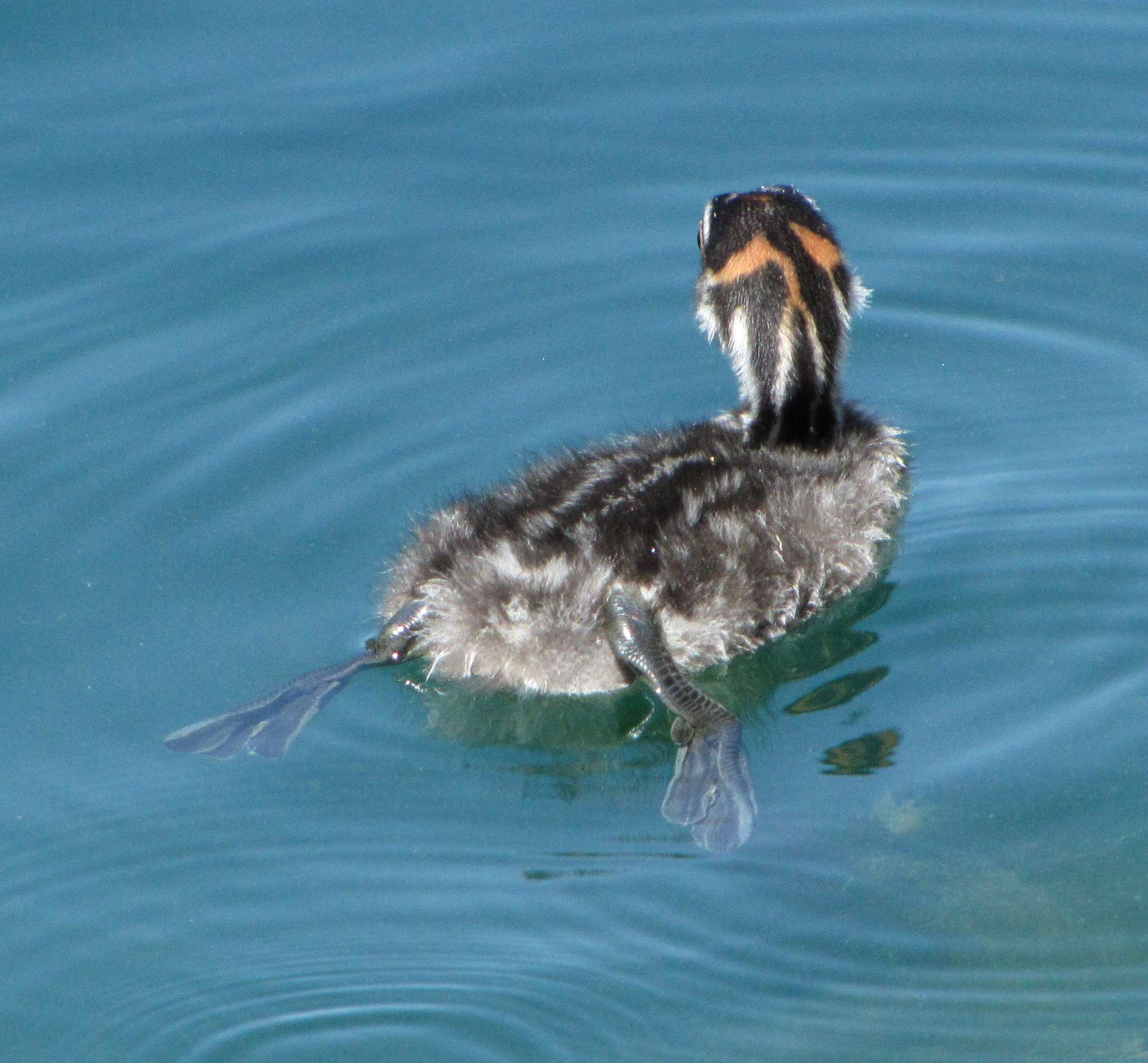
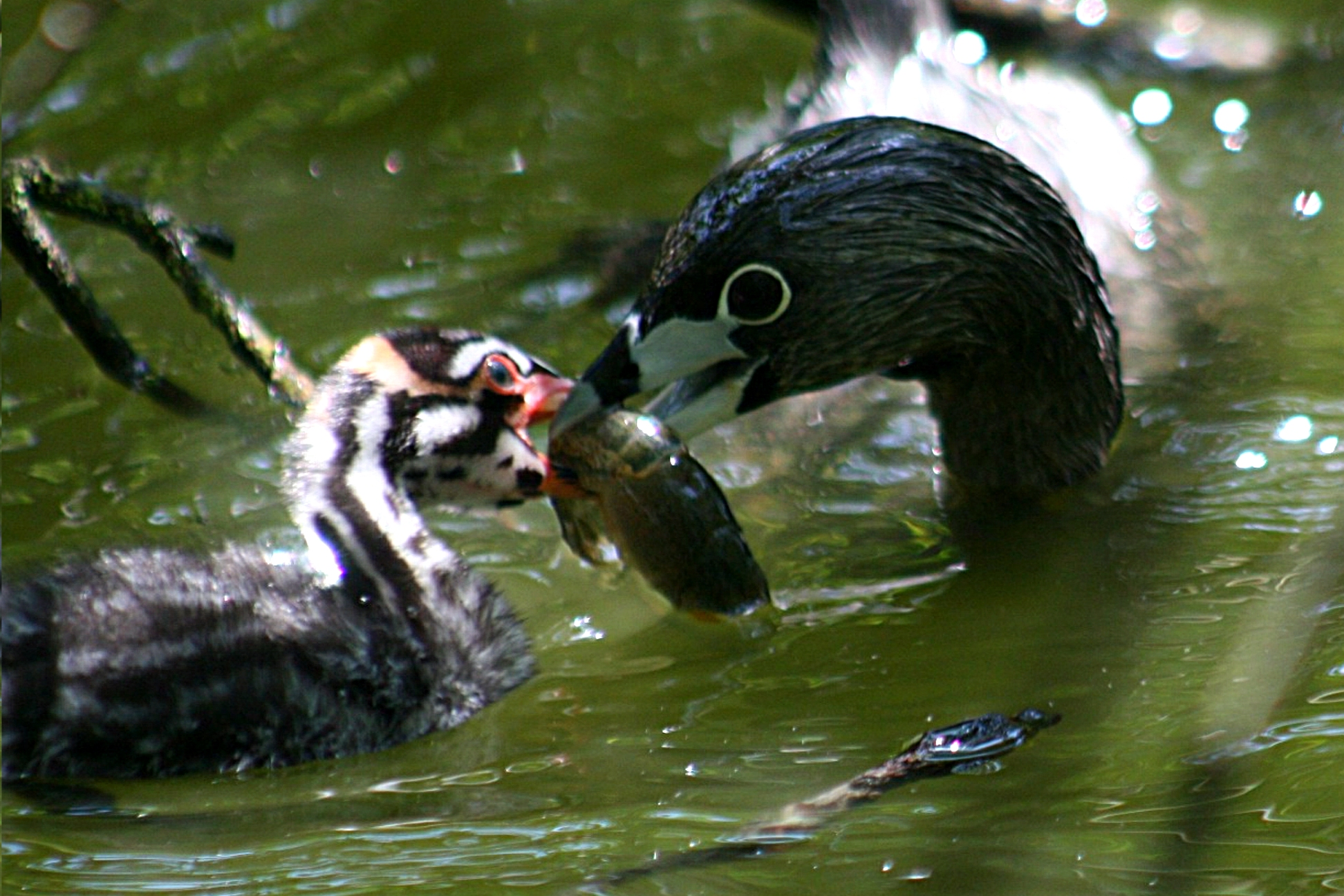
Кормление птенца
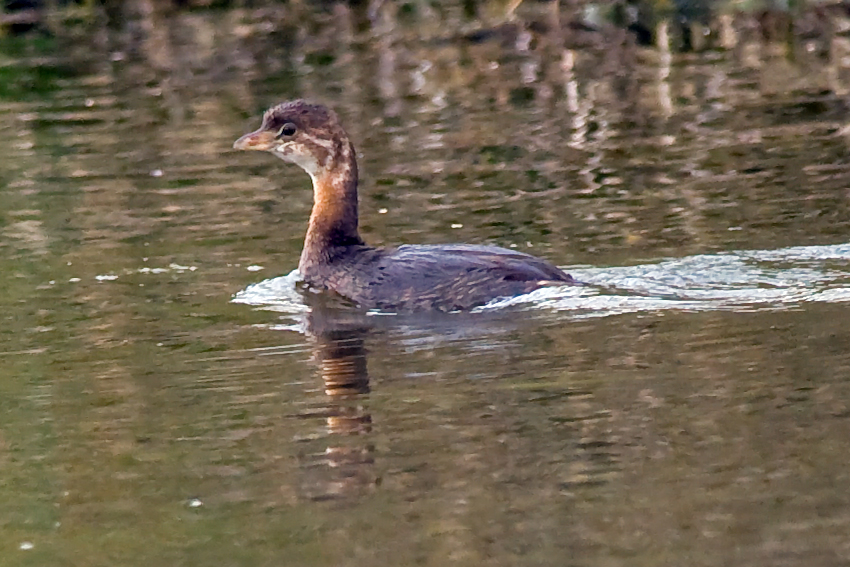
Молодая птица